# Loose (album)
Pour les articles homonymes, voir Loose.
Albums de Nelly Furtado
Folklore
(2003) Mi Plan
(2009)
Singles
1. No Hay Igual
Sortie : 11 avril 2006
2. Promiscuous
Sortie : 25 avril 2006
3. Maneater
Sortie : 12 mai 2006
4. Say It Right
Sortie : 31 Octobre 2006
5. All Good Things (Come to an End)
Sortie : 17 Novembre 2006
6. Te Busqué
Sortie : 20 Juillet 2007
7. Do It
Sortie : 24 Juillet 2007
8. In God's Hands
Sortie : 30 Juillet 2007

Loose est le troisième album studio de Nelly Furtado, après Folklore et Whoa, Nelly!. Il est sorti, en 2006, dans le monde le 12 juin et le 20 juin aux États-Unis. Une deuxième édition est sortie le 26 juin et est vendue à partir du 11 juillet en Amérique.
Cet album est celui ayant valu le plus de récompense à Nelly Furtado et s'est écoulé (en date d'avril 2013) à plus de 15 millions d'exemplaires dans le monde grâce à des tubes comme Maneater, Promiscuous, All Good Things ou Say It Right.
Le lancement de l'album s'est fait sous la forme de 3 singles distribués respectivement dans différentes parties du monde : Maneater (en Europe), No Hay Igual (en Amérique du Sud et en Espagne) et Promiscuous (aux États-Unis).

## Liste des titres
| Loose – Édition nord-américaine | Loose – Édition nord-américaine                  | Loose – Édition nord-américaine                             | Loose – Édition nord-américaine | Loose – Édition nord-américaine | Loose – Édition nord-américaine | Loose – Édition nord-américaine | Loose – Édition nord-américaine | Loose – Édition nord-américaine | Loose – Édition nord-américaine |
| No                              | Titre                                            | Auteur                                                      | Producteur(s)                   | Durée                           |                                 |                                 |                                 |                                 |                                 |
| ------------------------------- | ------------------------------------------------ | ----------------------------------------------------------- | ------------------------------- | ------------------------------- | ------------------------------- | ------------------------------- | ------------------------------- | ------------------------------- | ------------------------------- |
| 1.                              | Afraid (featuring Attitude)                      | - Nelly Furtado - Tim Mosley - Nate Hills - Timothy Clayton | - Timbaland - Danja             | 3:35                            |                                 |                                 |                                 |                                 |                                 |
| 2.                              | Maneater                                         | - Furtado - Mosley - Hills - Jim Beanz                      | - Timbaland - Danja             | 4:25                            |                                 |                                 |                                 |                                 |                                 |
| 3.                              | Promiscuous (featuring Timbaland)                | - Clayton - Mosley - Furtado - Hills                        | - Timbaland - Danja             | 4:02                            |                                 |                                 |                                 |                                 |                                 |
| 4.                              | Glow                                             | - Furtado - Mosley - Hills - Nisan Stewart                  | - Timbaland - Danja             | 4:02                            |                                 |                                 |                                 |                                 |                                 |
| 5.                              | Showtime                                         | - Furtado - Hills                                           | - Danja                         | 4:15                            |                                 |                                 |                                 |                                 |                                 |
| 6.                              | No Hay Igual                                     | - Furtado - Mosley - Hills - Stewart                        | - Timbaland - Danja - Stewart   | 3:35                            |                                 |                                 |                                 |                                 |                                 |
| 7.                              | Te Busqué (featuring Juanes)                     | - Furtado - Juanes - Lester Mendez                          | Mendez                          | 3:38                            |                                 |                                 |                                 |                                 |                                 |
| 8.                              | Say It Right                                     | - Furtado - Mosley - Hills                                  | - Timbaland - Danja             | 3:43                            |                                 |                                 |                                 |                                 |                                 |
| 9.                              | Do It                                            | - Furtado - Mosley - Hills                                  | - Timbaland - Danja             | 3:41                            |                                 |                                 |                                 |                                 |                                 |
| 10.                             | In God's Hands                                   | - Furtado - Rick Nowels                                     | - Nowels - Furtado              | 4:12                            |                                 |                                 |                                 |                                 |                                 |
| 11.                             | Wait for You                                     | - Furtado - Mosley - Hills                                  | - Timbaland - Danja             | 5:11                            |                                 |                                 |                                 |                                 |                                 |
| 12.                             | All Good Things (Come to an End)                 | - Furtado - Mosley - Chris Martin - Hills                   | - Timbaland - Danja             | 5:41                            |                                 |                                 |                                 |                                 |                                 |
| 13.                             | Te Busqué (featuring Juanes - version espagnole) | - Furtado - Juanes - Mendez                                 | Mendez                          | 3:38                            |                                 |                                 |                                 |                                 |                                 |
| 54:20                           |                                                  |                                                             |                                 |                                 |                                 |                                 |                                 |                                 |                                 |

| 1. | Maneater (vidéoclip)                               |  |
| 2. | Maneater (coulisses du tournage)                   |  |
| 3. | In the Studio with Target – Nelly Furtado Up Close |  |
| 4. | Runaway (inédit)                                   |  |
| 5. | Album photos                                       |  |

| Loose – Édition australienne et européenne | Loose – Édition australienne et européenne | Loose – Édition australienne et européenne | Loose – Édition australienne et européenne | Loose – Édition australienne et européenne | Loose – Édition australienne et européenne | Loose – Édition australienne et européenne | Loose – Édition australienne et européenne | Loose – Édition australienne et européenne | Loose – Édition australienne et européenne |
| No                                         | Titre                                      | Auteur                                     | Producteur(s)                              | Durée                                      |                                            |                                            |                                            |                                            |                                            |
| ------------------------------------------ | ------------------------------------------ | ------------------------------------------ | ------------------------------------------ | ------------------------------------------ | ------------------------------------------ | ------------------------------------------ | ------------------------------------------ | ------------------------------------------ | ------------------------------------------ |
| 12.                                        | Somebody to Love                           | - Furtado - Nowels                         | - Nowels - Furtado                         | 4:56                                       |                                            |                                            |                                            |                                            |                                            |
| 13.                                        | All Good Things (Come to an End)           | - Furtado - Mosley - Martin - Hills        | - Timbaland - Danja                        | 5:11                                       |                                            |                                            |                                            |                                            |                                            |
| 58:46                                      |                                            |                                            |                                            |                                            |                                            |                                            |                                            |                                            |                                            |

| Loose – Édition britannique | Loose – Édition britannique | Loose – Édition britannique           | Loose – Édition britannique     | Loose – Édition britannique | Loose – Édition britannique | Loose – Édition britannique | Loose – Édition britannique | Loose – Édition britannique | Loose – Édition britannique |
| No                          | Titre                       | Auteur                                | Producteur(s)                   | Durée                       |                             |                             |                             |                             |                             |
| --------------------------- | --------------------------- | ------------------------------------- | ------------------------------- | --------------------------- | --------------------------- | --------------------------- | --------------------------- | --------------------------- | --------------------------- |
| 13.                         | Let My Hair Down            | - Furtado - Gerald Eaton - Brian West | - Track & Field - Neal H. Pogue | 3:38                        |                             |                             |                             |                             |                             |
| 14.                         | Somebody to Love            | - Furtado - Nowels                    | - Nowels - Furtado              | 4:56                        |                             |                             |                             |                             |                             |
| 62:24                       |                             |                                       |                                 |                             |                             |                             |                             |                             |                             |

| Loose – Édition française | Loose – Édition française        | Loose – Édition française           | Loose – Édition française | Loose – Édition française | Loose – Édition française | Loose – Édition française | Loose – Édition française | Loose – Édition française | Loose – Édition française |
| No                        | Titre                            | Auteur                              | Producteur(s)             | Durée                     |                           |                           |                           |                           |                           |
| ------------------------- | -------------------------------- | ----------------------------------- | ------------------------- | ------------------------- | ------------------------- | ------------------------- | ------------------------- | ------------------------- | ------------------------- |
| 12.                       | Somebody to Love                 | - Furtado - Nowels                  | - Nowels - Furtado        | 4:56                      |                           |                           |                           |                           |                           |
| 13.                       | All Good Things (Come to an End) | - Furtado - Mosley - Martin - Hills | - Timbaland - Danja       | 5:11                      |                           |                           |                           |                           |                           |
| 14.                       | What I Wanted                    | - Furtado - Mendez                  | Mendez                    | 3:53                      |                           |                           |                           |                           |                           |
| 62:39                     |                                  |                                     |                           |                           |                           |                           |                           |                           |                           |

| Loose – Édition japonaise | Loose – Édition japonaise        | Loose – Édition japonaise           | Loose – Édition japonaise | Loose – Édition japonaise | Loose – Édition japonaise | Loose – Édition japonaise | Loose – Édition japonaise | Loose – Édition japonaise | Loose – Édition japonaise |
| No                        | Titre                            | Auteur                              | Producteur(s)             | Durée                     |                           |                           |                           |                           |                           |
| ------------------------- | -------------------------------- | ----------------------------------- | ------------------------- | ------------------------- | ------------------------- | ------------------------- | ------------------------- | ------------------------- | ------------------------- |
| 10.                       | In God's Hands                   | - Furtado - Nowels                  | - Nowels - Furtado        | 4:12                      |                           |                           |                           |                           |                           |
| 11.                       | What I Wanted                    | - Furtado - Mendez                  | Mendez                    | 4:35                      |                           |                           |                           |                           |                           |
| 12.                       | Wait for You                     | - Furtado - Mosley - Hills          | - Timbaland - Danja       | 5:11                      |                           |                           |                           |                           |                           |
| 13.                       | All Good Things (Come to an End) | - Furtado - Mosley - Martin - Hills | - Timbaland - Danja       | 5:11                      |                           |                           |                           |                           |                           |
| 14.                       | Let My Hair Down                 | - Furtado - Eaton - West            | - Track & Field - Pogue   | 3:38                      |                           |                           |                           |                           |                           |
| 15.                       | Somebody to Love                 | - Furtado - Nowels                  | - Nowels - Furtado        | 4:56                      |                           |                           |                           |                           |                           |
| 66:17                     |                                  |                                     |                           |                           |                           |                           |                           |                           |                           |

| Loose – Édition espagnole | Loose – Édition espagnole                        | Loose – Édition espagnole           | Loose – Édition espagnole | Loose – Édition espagnole | Loose – Édition espagnole | Loose – Édition espagnole | Loose – Édition espagnole | Loose – Édition espagnole | Loose – Édition espagnole |
| No                        | Titre                                            | Auteur                              | Producteur(s)             | Durée                     |                           |                           |                           |                           |                           |
| ------------------------- | ------------------------------------------------ | ----------------------------------- | ------------------------- | ------------------------- | ------------------------- | ------------------------- | ------------------------- | ------------------------- | ------------------------- |
| 7.                        | Te Busqué (featuring Juanes - version espagnole) | - Furtado - Juanes - Mendez         | Mendez                    | 3:38                      |                           |                           |                           |                           |                           |
| 8.                        | Say It Right                                     | - Furtado - Mosley - Hills          | - Timbaland - Danja       | 3:43                      |                           |                           |                           |                           |                           |
| 9.                        | Do It                                            | - Furtado - Mosley - Hills          | - Timbaland - Danja       | 3:41                      |                           |                           |                           |                           |                           |
| 10.                       | In God's Hands                                   | - Furtado - Nowels                  | - Nowels - Furtado        | 4:54                      |                           |                           |                           |                           |                           |
| 11.                       | Wait for You                                     | - Furtado - Mosley - Hills          | - Timbaland - Danja       | 5:11                      |                           |                           |                           |                           |                           |
| 12.                       | All Good Things (Come to an End)                 | - Furtado - Mosley - Martin - Hills | - Timbaland - Danja       | 5:41                      |                           |                           |                           |                           |                           |
| 13.                       | Te Busqué (featuring Juanes)                     | - Furtado - Juanes - Mendez         | Mendez                    | 3:38                      |                           |                           |                           |                           |                           |
| 54:20                     |                                                  |                                     |                           |                           |                           |                           |                           |                           |                           |

| Loose – Édition numérique nord-américaine | Loose – Édition numérique nord-américaine        | Loose – Édition numérique nord-américaine | Loose – Édition numérique nord-américaine | Loose – Édition numérique nord-américaine | Loose – Édition numérique nord-américaine | Loose – Édition numérique nord-américaine | Loose – Édition numérique nord-américaine | Loose – Édition numérique nord-américaine | Loose – Édition numérique nord-américaine |
| No                                        | Titre                                            | Auteur                                    | Producteur(s)                             | Durée                                     |                                           |                                           |                                           |                                           |                                           |
| ----------------------------------------- | ------------------------------------------------ | ----------------------------------------- | ----------------------------------------- | ----------------------------------------- | ----------------------------------------- | ----------------------------------------- | ----------------------------------------- | ----------------------------------------- | ----------------------------------------- |
| 1.                                        | Afraid (featuring Attitude)                      | - Furtado - Mosley - Hills - Clayton      | - Timbaland - Danja                       | 3:35                                      |                                           |                                           |                                           |                                           |                                           |
| 2.                                        | Maneater                                         | - Furtado - Mosley - Hills - Beanz        | - Timbaland - Danja                       | 4:19                                      |                                           |                                           |                                           |                                           |                                           |
| 3.                                        | Promiscuous Interlude                            | - Clayton - Mosley - Furtado - Hills      | - Timbaland - Danja                       | 0:06                                      |                                           |                                           |                                           |                                           |                                           |
| 4.                                        | Promiscuous (featuring Timbaland)                | - Clayton - Mosley - Furtado - Hills      | - Timbaland - Danja                       | 4:02                                      |                                           |                                           |                                           |                                           |                                           |
| 5.                                        | Glow                                             | - Furtado - Mosley - Hills - Stewart      | - Timbaland - Danja                       | 4:02                                      |                                           |                                           |                                           |                                           |                                           |
| 6.                                        | Showtime                                         | - Furtado - Hills                         | - Danja                                   | 4:05                                      |                                           |                                           |                                           |                                           |                                           |
| 7.                                        | No Hay Igual Interlude                           | - Furtado - Mosley - Hills - Stewart      | - Timbaland - Danja - Stewart             | 0:11                                      |                                           |                                           |                                           |                                           |                                           |
| 8.                                        | No Hay Igual                                     | - Furtado - Mosley - Hills - Stewart      | - Timbaland - Danja - Stewart             | 3:35                                      |                                           |                                           |                                           |                                           |                                           |
| 9.                                        | Te Busqué (featuring Juanes)                     | - Furtado - Juanes - Mendez               | Mendez                                    | 3:39                                      |                                           |                                           |                                           |                                           |                                           |
| 10.                                       | Say It Right                                     | - Furtado - Mosley - Hills                | - Timbaland - Danja                       | 3:42                                      |                                           |                                           |                                           |                                           |                                           |
| 11.                                       | Do It                                            | - Furtado - Mosley - Hills                | - Timbaland - Danja                       | 3:41                                      |                                           |                                           |                                           |                                           |                                           |
| 12.                                       | In God's Hands                                   | - Furtado - Nowels                        | - Nowels - Furtado                        | 4:12                                      |                                           |                                           |                                           |                                           |                                           |
| 13.                                       | Wait for You Interlude                           | - Furtado - Mosley - Hills                | - Timbaland - Danja                       | 0:41                                      |                                           |                                           |                                           |                                           |                                           |
| 14.                                       | Wait for You                                     | - Furtado - Mosley - Hills                | - Timbaland - Danja                       | 5:11                                      |                                           |                                           |                                           |                                           |                                           |
| 15.                                       | All Good Things (Come to an End)                 | - Furtado - Mosley - Martin - Hills       | - Timbaland - Danja                       | 5:11                                      |                                           |                                           |                                           |                                           |                                           |
| 16.                                       | Te Busqué (featuring Juanes - version espagnole) | - Furtado - Juanes - Mendez               | Mendez                                    | 3:38                                      |                                           |                                           |                                           |                                           |                                           |
| 53:50                                     |                                                  |                                           |                                           |                                           |                                           |                                           |                                           |                                           |                                           |

| Loose – Édition Bonus de l'iTunes Store nord-américain (bonus track) | Loose – Édition Bonus de l'iTunes Store nord-américain (bonus track) | Loose – Édition Bonus de l'iTunes Store nord-américain (bonus track) | Loose – Édition Bonus de l'iTunes Store nord-américain (bonus track) | Loose – Édition Bonus de l'iTunes Store nord-américain (bonus track) | Loose – Édition Bonus de l'iTunes Store nord-américain (bonus track) | Loose – Édition Bonus de l'iTunes Store nord-américain (bonus track) | Loose – Édition Bonus de l'iTunes Store nord-américain (bonus track) | Loose – Édition Bonus de l'iTunes Store nord-américain (bonus track) | Loose – Édition Bonus de l'iTunes Store nord-américain (bonus track) |
| No                                                                   | Titre                                                                | Auteur                                                               | Producteur(s)                                                        | Durée                                                                |                                                                      |                                                                      |                                                                      |                                                                      |                                                                      |
| -------------------------------------------------------------------- | -------------------------------------------------------------------- | -------------------------------------------------------------------- | -------------------------------------------------------------------- | -------------------------------------------------------------------- | -------------------------------------------------------------------- | -------------------------------------------------------------------- | -------------------------------------------------------------------- | -------------------------------------------------------------------- | -------------------------------------------------------------------- |
| 17.                                                                  | Undercover                                                           | - Furtado - Mendez                                                   | Mendez                                                               | 3:56                                                                 |                                                                      |                                                                      |                                                                      |                                                                      |                                                                      |
| 57:46                                                                |                                                                      |                                                                      |                                                                      |                                                                      |                                                                      |                                                                      |                                                                      |                                                                      |                                                                      |

| Loose – Édition numérique internationale | Loose – Édition numérique internationale | Loose – Édition numérique internationale | Loose – Édition numérique internationale | Loose – Édition numérique internationale | Loose – Édition numérique internationale | Loose – Édition numérique internationale | Loose – Édition numérique internationale | Loose – Édition numérique internationale | Loose – Édition numérique internationale |
| No                                       | Titre                                    | Auteur                                   | Producteur(s)                            | Durée                                    |                                          |                                          |                                          |                                          |                                          |
| ---------------------------------------- | ---------------------------------------- | ---------------------------------------- | ---------------------------------------- | ---------------------------------------- | ---------------------------------------- | ---------------------------------------- | ---------------------------------------- | ---------------------------------------- | ---------------------------------------- |
| 1.                                       | Afraid (featuring Attitude)              | - Furtado - Mosley - Hills - Clayton     | - Timbaland - Danja                      | 3:35                                     |                                          |                                          |                                          |                                          |                                          |
| 2.                                       | Maneater                                 | - Furtado - Mosley - Hills - Beanz       | - Timbaland - Danja                      | 4:19                                     |                                          |                                          |                                          |                                          |                                          |
| 3.                                       | Promiscuous Interlude                    | - Clayton - Mosley - Furtado - Hills     | - Timbaland - Danja                      | 0:06                                     |                                          |                                          |                                          |                                          |                                          |
| 4.                                       | Promiscuous (featuring Timbaland)        | - Clayton - Mosley - Furtado - Hills     | - Timbaland - Danja                      | 4:02                                     |                                          |                                          |                                          |                                          |                                          |
| 5.                                       | Glow                                     | - Furtado - Mosley - Hills - Stewart     | - Timbaland - Danja                      | 4:02                                     |                                          |                                          |                                          |                                          |                                          |
| 6.                                       | Showtime                                 | - Furtado - Hills                        | - Danja                                  | 4:05                                     |                                          |                                          |                                          |                                          |                                          |
| 7.                                       | No Hay Igual Interlude                   | - Furtado - Mosley - Hills - Stewart     | - Timbaland - Danja - Stewart            | 0:11                                     |                                          |                                          |                                          |                                          |                                          |
| 8.                                       | No Hay Igual                             | - Furtado - Mosley - Hills - Stewart     | - Timbaland - Danja - Stewart            | 3:35                                     |                                          |                                          |                                          |                                          |                                          |
| 9.                                       | Te Busqué (featuring Juanes)             | - Furtado - Juanes - Mendez              | Mendez                                   | 3:39                                     |                                          |                                          |                                          |                                          |                                          |
| 10.                                      | Say It Right                             | - Furtado - Mosley - Hills               | - Timbaland - Danja                      | 3:42                                     |                                          |                                          |                                          |                                          |                                          |
| 11.                                      | Do It                                    | - Furtado - Mosley - Hills               | - Timbaland - Danja                      | 3:41                                     |                                          |                                          |                                          |                                          |                                          |
| 12.                                      | In God's Hands                           | - Furtado - Nowels                       | - Nowels - Furtado                       | 4:12                                     |                                          |                                          |                                          |                                          |                                          |
| 13.                                      | Wait for You Interlude                   | - Furtado - Mosley - Hills               | - Timbaland - Danja                      | 0:41                                     |                                          |                                          |                                          |                                          |                                          |
| 14.                                      | Wait for You                             | - Furtado - Mosley - Hills               | - Timbaland - Danja                      | 5:11                                     |                                          |                                          |                                          |                                          |                                          |
| 15.                                      | All Good Things (Come to an End)         | - Furtado - Mosley - Martin - Hills      | - Timbaland - Danja                      | 5:11                                     |                                          |                                          |                                          |                                          |                                          |
| 16.                                      | Let My Hair Down                         | - Furtado - Eaton - West                 | - Track & Field - Pogue                  | 3:38                                     |                                          |                                          |                                          |                                          |                                          |
| 17.                                      | Somebody to Love                         | - Furtado - Nowels                       | - Nowels - Furtado                       | 4:56                                     |                                          |                                          |                                          |                                          |                                          |
| 62:24                                    |                                          |                                          |                                          |                                          |                                          |                                          |                                          |                                          |                                          |

| 12. | Somebody to Love                        | - Furtado - Nowels                          | - Nowels - Furtado  | 4:56 |
| 13. | All Good Things (Come to an End)        | - Furtado - Mosley - Martin - Hills         | - Timbaland - Danja | 5:11 |
| 14. | Maneater (featuring Da Weasel)          | - Furtado - Mosley - Hills - Beanz - Pacman | - Timbaland - Danja | 3:32 |
| 15. | All Good Things (Come to an End) (Live) | - Furtado - Mosley - Martin - Hills         |                     |      |
| 16. | Maneater (Live)                         | - Furtado - Mosley - Hills - Beanz          |                     |      |

| Loose – Édition estivale limitée | Loose – Édition estivale limitée                                                       | Loose – Édition estivale limitée                          | Loose – Édition estivale limitée | Loose – Édition estivale limitée | Loose – Édition estivale limitée | Loose – Édition estivale limitée | Loose – Édition estivale limitée | Loose – Édition estivale limitée | Loose – Édition estivale limitée |
| No                               | Titre                                                                                  | Auteur                                                    | Producteur(s)                    | Durée                            |                                  |                                  |                                  |                                  |                                  |
| -------------------------------- | -------------------------------------------------------------------------------------- | --------------------------------------------------------- | -------------------------------- | -------------------------------- | -------------------------------- | -------------------------------- | -------------------------------- | -------------------------------- | -------------------------------- |
| 12.                              | Somebody to Love                                                                       | - Furtado - Nowels                                        | - Nowels - Furtado               | 4:56                             |                                  |                                  |                                  |                                  |                                  |
| 13.                              | All Good Things (Come to an End)                                                       | - Furtado - Mosley - Martin - Hills                       | - Timbaland - Danja              | 5:11                             |                                  |                                  |                                  |                                  |                                  |
| 14.                              | Te Busque (featuring Juanes - version espagnole)                                       | - Furtado - Juanes - Mendez                               | Mendez                           | 3:38                             |                                  |                                  |                                  |                                  |                                  |
| 15.                              | Lo Bueno Siempre Tiene un Final (All Good Things (Come to an End) - version espagnole) | - Furtado - Mosley - Martin - Hills - Julio Reyes Copello | - Timbaland - Danja              | 4:24                             |                                  |                                  |                                  |                                  |                                  |
| 16.                              | In God's Hands                                                                         | - Furtado - Nowels - Copello - Jimena Romero              | - Nowels - Furtado               | 4:29                             |                                  |                                  |                                  |                                  |                                  |
| 17.                              | Try                                                                                    | - Furtado - West - Copello - Romero                       | - Track & Field                  | 4:39                             |                                  |                                  |                                  |                                  |                                  |
| 75:56                            |                                                                                        |                                                           |                                  |                                  |                                  |                                  |                                  |                                  |                                  |

| Loose – Édition espagnole limitée | Loose – Édition espagnole limitée                                                      | Loose – Édition espagnole limitée                 | Loose – Édition espagnole limitée | Loose – Édition espagnole limitée | Loose – Édition espagnole limitée | Loose – Édition espagnole limitée | Loose – Édition espagnole limitée | Loose – Édition espagnole limitée | Loose – Édition espagnole limitée |
| No                                | Titre                                                                                  | Auteur                                            | Producteur(s)                     | Durée                             |                                   |                                   |                                   |                                   |                                   |
| --------------------------------- | -------------------------------------------------------------------------------------- | ------------------------------------------------- | --------------------------------- | --------------------------------- | --------------------------------- | --------------------------------- | --------------------------------- | --------------------------------- | --------------------------------- |
| 12.                               | Somebody to Love                                                                       | - Furtado - Nowels                                | - Nowels - Furtado                | 4:56                              |                                   |                                   |                                   |                                   |                                   |
| 13.                               | All Good Things (Come to an End)                                                       | - Furtado - Mosley - Martin - Hills               | - Timbaland - Danja               | 5:11                              |                                   |                                   |                                   |                                   |                                   |
| 14.                               | Te Busque (featuring Juanes - version espagnole)                                       | - Furtado - Juanes - Mendez                       | Mendez                            | 3:38                              |                                   |                                   |                                   |                                   |                                   |
| 15.                               | Lo Bueno Siempre Tiene un Final (All Good Things (Come to an End) - version espagnole) | - Furtado - Mosley - Martin - Hills - Copello     | - Timbaland - Danja               | 4:24                              |                                   |                                   |                                   |                                   |                                   |
| 16.                               | En Las Manos De Dios (In God's Hands - version espagnole)                              | - Furtado - Nowels - Copello - Romero             | - Nowels - Furtado                | 4:29                              |                                   |                                   |                                   |                                   |                                   |
| 17.                               | Dar                                                                                    | - Furtado - West - Copello - Romero               | - Track & Field                   | 4:39                              |                                   |                                   |                                   |                                   |                                   |
| 18.                               | No Hay Igual (featuring Calle 13)                                                      | - Furtado - Mosley - Hills - Stewart - Rene Perez | - Timbaland - Danja - Stewart     | 3:39                              |                                   |                                   |                                   |                                   |                                   |
| 79:35                             |                                                                                        |                                                   |                                   |                                   |                                   |                                   |                                   |                                   |                                   |

| 1. | Let My Hair Down                                                     | - Furtado - Eaton - West                                                        | - Track & Field - Pogue       | 3:38 |
| 2. | Undercover                                                           | - Furtado - Mendez                                                              | Mendez                        | 3:56 |
| 3. | Runaway                                                              | - Furtado - Nowels                                                              | - Nowels - Furtado            | 4:16 |
| 4. | Te Busqué (featuring Juanes - version espagnole)                     | - Furtado - Juanes - Mendez                                                     | Mendez                        | 3:38 |
| 5. | No Hay Igual (featuring Calle 13)                                    | - Furtado - Mosley - Hills - Stewart - Perez                                    | - Timbaland - Danja - Stewart | 3:39 |
| 6. | All Good Things (Come to an End) (featuring Rea Garvey from Reamonn) | - Furtado - Mosley - Martin - Hills                                             | - Timbaland - Danja           | 3:56 |
| 7. | Crazy (Radio 1 Live Lounge Session)                                  | - Brian Burton - Gian Franco Reverberi - Gian Piero Reverberi - Thomas Callaway | Andy Rogers                   | 3:24 |
| 8. | Maneater (Live from Sprint Music Series)                             | - Furtado - Mosley - Hills - Beanz                                              |                               | 3:00 |
| 9. | Promiscuous (featuring Saukrates - Live @ The Orange Lounge)         | - Clayton - Mosley - Furtado - Hills                                            | Daryn Barry                   | 4:05 |

| 1. | Maneater (Glam as You Mix by Guéna LG)                       | - Furtado - Mosley - Hills - Beanz   | Guéna LG                       | 7:16  |
| 2. | Promiscuous (featuring Timbaland - Axwell Remix)             | - Clayton - Mosley - Furtado - Hills | Axwell                         | 6:01  |
| 3. | All Good Things (Come to an End) (Dave Audé Edit)            | - Furtado - Mosley - Martin - Hills  | Dave Audé                      | 3:38  |
| 4. | Say It Right (Friscia & Lamboy Electrotribe MixShow Mix)     | - Furtado - Mosley - Hills           | - Glenn Friscia - Frank Lamboy | 9:48  |
| 5. | I'm Like a Bird (Junior Vaszquez Club Anthem)                | Furtado                              | Junior Vasquez                 | 10:19 |
| 6. | Maneater (Rauhofer Reconstruction Mix)                       | - Furtado - Mosley - Hills - Beanz   | Peter Rauhofer                 | 10:00 |
| 7. | Promiscuous (featuring Timbaland - Ralphi Rosario Radio Mix) | - Clayton - Mosley - Furtado - Hills | Ralphi Rosario                 | 3:41  |
| 8. | All Good Things (Come to an End) (Kaskade Radio Mix)         | - Furtado - Mosley - Martin - Hills  | Kaskade                        | 3:27  |
| 9. | Say It Right (Guéna LG Club Mix)                             | - Furtado - Mosley - Hills           | Guéna LG                       | 8:26  |

## Certifications
| Pays                                | Certification | Ventes/Équivalence |
| ----------------------------------- | ------------- | ------------------ |
| Nouvelle-Zélande(Recorded Music NZ) | or            | 7 500              |